# Challenger de Tampere 2024
El torneo Tampere Open 2024 fue un torneo de tenis perteneció al ATP Challenger Tour 2024 en la categoría Challenger 75. Se trató de la 42ª edición; el torneo tuvo lugar en la ciudad de Tampere (Finlandia), desde el 22 hasta el 28 de julio de 2024 sobre pista de tierra batida al aire libre.

## Jugadores participantes del cuadro de individuales
| Preclasificado | País                    | Jugador                | Rank1 | Posición en el torneo |
| 1              | Bandera de Argentina    | Francisco Comesaña     | 100   | Cuartos de final      |
| 2              | Bandera de Bolivia      | Murkel Dellien         | 168   | Primera ronda         |
| 3              | Bandera de Kazajistán   | Dmitry Popko           | 186   | Segunda ronda         |
| 4              | Bandera de Francia      | Calvin Hemery          | 221   | FINAL                 |
| 5              | Bandera de España       | Javier Barranco Cosano | 229   | Semifinales           |
| 6              | Bandera de Túnez        | Aziz Dougaz            | 223   | Cuartos de final      |
| 7              | Bandera del Reino Unido | Oliver Crawford        | 235   | Baja                  |
| 8              | Bandera de Francia      | Clément Tabur          | 238   | Segunda ronda         |
| 9              | Bandera de España       | Daniel Rincón          | 251   | CAMPEÓN               |

- 1 Se ha tomado en cuenta el ranking del 15 de julio de 2024.

### Otros participantes
Los siguientes jugadores recibieron una invitación (wild card), por lo tanto ingresan directamente al cuadro principal (WC):
- Vesa Ahti
- Patrick Kaukovalta
- Eero Vasa

Los siguientes jugadores ingresan al cuadro principal tras disputar el cuadro clasificatorio (Q):
- Hynek Bartoň
- Gabi Adrian Boitan
- Tom Gentzsch
- Henri Laaksonen
- Jelle Sels
- Juan Bautista Torres

## Campeones

### Individual Masculino
- Daniel Rincón derrotó en la final a  Calvin Hemery por 6–1, 7–6(4)

### Dobles Masculino
- Íñigo Cervantes /  Daniel Rincón derrotaron en la final a  Thomas Fancutt /  Johannes Ingildsen por 6–3, 6–4